# 五郎丸亮
五郎丸 亮（ごろうまる りょう、1984年〈昭和59年〉7月6日 - ）は、日本の元ラグビー選手。同じくラグビー選手の五郎丸歩は弟。

## プロフィール
- 1984年7月6日、福岡県福岡市出身。
- ポジションはフッカー(HO)。
- 身長 178cm、体重 95kg
- ニックネームはゴロウ。

## 経歴
2003年、佐賀工業高校卒業後、関東学院大学に入る。
2007年、関東学院大学卒業後、コカ・コーラウエストレッドスパークス（現・コカ・コーラレッドスパークス）入団。
2009年12月13日に行われたジャパンラグビートップリーグ第10節の九州電力キューデンヴォルテクス戦にて途中出場で公式戦初出場を果たす。
2016年、現役を引退した。